# 帕特里克·斯科特·刘易斯
帕特里克·斯科特·刘易斯（1980年5月1日生于蒙大拿州）是一个美国电视、电影以及戏剧演员。 
他曾就读于美国戏剧艺术学院。他的演艺生涯开始于NBCAmerican Dreams中的Paul。他同样也出现在 Bear (2010)中。
他也曾出演大卫·芬奇的《十二宫》
帕特里卡目前居住在洛杉矶，and is a frequent performer at Moth Theatre, and Blank Theatre Company.